# 筆安一幸
筆安 一幸（ふでやす かずゆき、1973年1月11日 - ）は、日本の脚本家。石川県出身。血液型はB型。平仮名で表記したふでやす かずゆき名義を用いることもある。

## 来歴
主にアニメーションの脚本を中心に手がけている。もともと漢字表記を用いて活動していたが、近年では平仮名表記での活動も多い。マッドハウス出身で、2001年頃まで撮影を担当していた。

## 参加作品

### 筆安一幸名義

#### テレビアニメ
1998年
- MASTERキートン（撮影）

2000年
- はじめの一歩（2000年 - 2002年、脚本）

2001年
- 爆転シュート ベイブレード（脚本）
- チャンス〜トライアングルセッション〜（脚本）
- キャプテン翼（脚本）

2002年
- 炎の蜃気楼（脚本）
- X -エックス-（脚本）
- アクエリアンエイジ Sign for Evolution（脚本）
- りぜるまいん（脚本）

2003年
- はじめの一歩 Champion Road（脚本）
- グリーングリーン（脚本）
- GUNSLINGER GIRL（文芸担当、脚本）

2004年
- ごくせん（脚本）
- MONSTER（脚本）

2005年
- UG☆アルティメットガール（脚本）
- いちご100%（脚本）
- おくさまは女子高生（脚本）
- 闘牌伝説アカギ 〜闇に舞い降りた天才〜（2005年 - 2006年、脚本）

2009年
- バスカッシュ!（シナリオ）

2017年
- ブラッククローバー（シリーズ構成・脚本）
- 少女終末旅行（シリーズ構成・脚本）

2018年
- 異世界魔王と召喚少女の奴隷魔術（シリーズ構成・脚本）
- 邪神ちゃんドロップキック（シリーズ構成・脚本）
- ゾイドワイルド（脚本）
- 転生したらスライムだった件（2018年 - 2021年、シリーズ構成・脚本）

2019年
- 魔入りました!入間くん（シリーズ構成）

2020年
- 異種族レビュアーズ（シリーズ構成・脚本）
- 邪神ちゃんドロップキック'（シリーズ構成・脚本）
- 魔女の旅々（シリーズ構成・脚本）
- 神達に拾われた男（シリーズ構成・脚本）

2021年
- 文豪ストレイドッグス わん!（シリーズ構成・脚本）
- 回復術士のやり直し（シリーズ構成・脚本）
- 異世界魔王と召喚少女の奴隷魔術Ω（シリーズ構成・脚本）

2022年
- リアデイルの大地にて（シリーズ構成・脚本）
- 邪神ちゃんドロップキックX（シリーズ構成・脚本）
- Do It Yourself!! -どぅー・いっと・ゆあせるふ-（シリーズ構成・脚本）
- 不徳のギルド（シリーズ構成・脚本）

2023年
- 異世界でチート能力を手にした俺は、現実世界をも無双する〜レベルアップは人生を変えた〜（脚本）
- シャングリラ・フロンティア（シリーズ構成・脚本）
- うちの会社の小さい先輩の話（協力）

2024年
- 姫様“拷問”の時間です（シリーズ構成・脚本）
- モブから始まる探索英雄譚（シリーズ構成）

2025年
- Aランクパーティを離脱した俺は、元教え子たちと迷宮深部を目指す。（シリーズ構成・脚本）
- 花は咲く、修羅の如く（シリーズ構成）
- 黒岩メダカに私の可愛いが通じない（シリーズ構成・脚本）
- ユア・フォルマ（シリーズ構成・脚本）
- 3年Z組銀八先生（シリーズ構成）

2026年
- TRIGUN STARGAZE（シリーズ構成・脚本）

#### 劇場アニメ
1999年
- 劇場版カードキャプターさくら（撮影）

2001年
- 吸血鬼ハンターD（撮影）

2020年
- WAVE!!〜サーフィンやっぺ!!〜（シリーズ構成）

2021年
- 劇場版 美少女戦士セーラームーンEternal（脚本）

2022年
- 劇場版 転生したらスライムだった件 紅蓮の絆編（脚本）

2023年
- 劇場版 美少女戦士セーラームーンCosmos（脚本）

#### OVA
2003年
- はじめの一歩 間柴vs木村 死刑執行（脚本）

2004年
- 炎の蜃気楼〜みなぎわの反逆者〜（脚本）

#### Webアニメ
2019年
- ゼノンザード THE ANIMATION（2019年 - 2020年、シリーズ構成（第1話 - 第9話）・脚本）

2021年
- 終末のワルキューレ（シリーズ構成）

2023年
- 終末のワルキューレII（シリーズ構成）

#### 作詞
2016年
- あなたがプリパラに来るのを、あたし待ってる。（『映画プリパラ み〜んなのあこがれ♪レッツゴー☆プリパリ』挿入歌）
- ありがとうなんていわないぜ（『少年メイド』挿入歌）

2018年
- 神保町哀歌（『邪神ちゃんドロップキック』11話挿入歌）

### ふでやすかずゆき名義

#### テレビアニメ（ふでやすかずゆき）
2002年
- ぴたテン（脚本）

2005年
- ゾイドジェネシス（2005年 - 2006年、脚本）

2006年
- Strawberry Panic（脚本）
- 夢使い（脚本）
- 彩雲国物語（2006年 - 2008年、脚本）
- NANA（2006年 - 2007年、脚本）
- きらりん☆レボリューション（2006年 - 2008年、脚本）

2007年
- 怪物王女（シリーズ構成・脚本）
- CLAYMORE（脚本）
- 逆境無頼カイジ（2007年 - 2008年、脚本）

2008年
- 仮面のメイドガイ（シリーズ構成・脚本）
- ペンギンの問題（2008年 - 2010年、シリーズ構成・脚本）
- 絶対可憐チルドレン（2008年 - 2009年、脚本）
- アリソンとリリア（脚本）
- チーズスイートホーム（脚本）

2009年
- はじめの一歩 New Challenger（シリーズ構成・脚本）
- 蒼天航路（脚本）
- チーズスイートホーム あたらしいおうち（脚本）
- メタルファイト ベイブレード（2009年 - 2010年、脚本）
- 極上!!めちゃモテ委員長（2009年 - 2010年、脚本）
- けんぷファー（シリーズ構成・脚本）
- にゃんこい!（脚本）

2010年
- ケシカスくん（シリーズ構成・脚本）
- B型H系（脚本）
- RAINBOW-二舎六房の七人-（脚本）
- SDガンダム三国伝 Brave Battle Warriors（2010年 - 2011年、脚本）
- ペンギンの問題Max （2010年 - 2011年、シリーズ構成・脚本）
- メタルファイト ベイブレード 爆（脚本）
- BLEACH（2010年 - 2012年、脚本）
- クッキンアイドル アイ!マイ!まいん!（脚本）
- ぬらりひょんの孫（脚本）
- 探偵オペラ ミルキィホームズ（シリーズ構成・脚本）
- 極上!!めちゃモテ委員長 セカンドコレクション（2010年 - 2011年、脚本）

2011年
- レベルE（脚本）
- けんぷファー für die Liebe（シリーズ構成・脚本）
- ペンギンの問題DX?（2011年 - 2012年、シリーズ構成・脚本）
- メタルファイト ベイブレード 4D（脚本）
- SKET DANCE（2011年 - 2012年、脚本）
- 探偵オペラ ミルキィホームズ サマー・スペシャル（シリーズ構成・脚本）
- ベン・トー（シリーズ構成・脚本）

2012年
- 探偵オペラ ミルキィホームズ 第2幕（シリーズ構成・脚本）
- ジュエルペット きら☆デコッ!（シリーズ構成・脚本）
- たまごっち!（脚本）
- うーさーのその日暮らし（シリーズ構成・脚本）
- お兄ちゃんだけど愛さえあれば関係ないよねっ（シリーズ構成・脚本）
- たまごっち! ゆめキラドリーム（2012年 - 2013年、脚本）
- ジョジョの奇妙な冒険（2012年 - 2013年、脚本）

2013年
- ビーストサーガ（脚本）
- 波打際のむろみさん（シリーズ構成・脚本）
- たまごっち! みらくるフレンズ（2013年 - 2014年、脚本）
- ワルキューレ ロマンツェ（シリーズ構成・脚本）
- ミス・モノクローム -The Animation-（シリーズ構成・脚本）
- はじめの一歩 Rising（シリーズ構成・脚本）

2014年
- 魔法戦争（シリーズ構成・脚本）
- ご注文はうさぎですか?（シリーズ構成・脚本）
- GO-GO たまごっち!（2014年 - 2015年、脚本）
- ジョジョの奇妙な冒険 スターダストクルセイダース（脚本）
- ガイストクラッシャー（脚本）
- ヤマノススメ セカンドシーズン（脚本）
- プリパラ（脚本）
- デンキ街の本屋さん（シリーズ構成・脚本）

2015年
- 夜ノヤッターマン（シリーズ構成・全話脚本）
- ジョジョの奇妙な冒険 スターダストクルセイダース エジプト編（脚本）
- モンスター娘のいる日常（シリーズ構成・脚本）
- ミス・モノクローム -The Animation- 2（シリーズ構成・脚本）
- うーさーのその日暮らし 夢幻編（脚本）
- ミス・モノクローム -The Animation- 3（シリーズ構成・脚本）
- ご注文はうさぎですか??（シリーズ構成・脚本）
- 探偵チームKZ事件ノート（脚本）

2016年
- 魔法少女なんてもういいですから。（シリーズ構成・脚本）
- ナースウィッチ小麦ちゃんR（脚本）
- 少年メイド（脚本）
- ジョジョの奇妙な冒険 ダイヤモンドは砕けない（脚本）

2017年
- アイドルタイムプリパラ（脚本）
- ネト充のススメ（シリーズ構成・脚本）
- 宝石の国（脚本）

2018年
- ジョジョの奇妙な冒険 黄金の風（2018年 - 2019年、脚本）
- ヤマノススメ サードシーズン（脚本）

2020年
- ご注文はうさぎですか? BLOOM（シリーズ構成・脚本）

2022年
- ジョジョの奇妙な冒険 ストーンオーシャン（脚本）

#### 劇場アニメ（ふでやすかずゆき）
2008年
- HELLS ANGELS（脚本）

2009年
- 劇場版ペンギンの問題 幸せの青い鳥でごペンなさい（脚本）

2016年
- 劇場版 探偵オペラ ミルキィホームズ〜逆襲のミルキィホームズ〜（脚本）
- 映画プリパラ み〜んなのあこがれ♪レッツゴー☆プリパリ（脚本）
  - 小学館ジュニア文庫刊のジュブナイル版も執筆（筆安一幸 名義）。

2017年
- 劇場版プリパラ み～んなでかがやけ!キラリン☆スターライブ!（脚本）

#### OVA（ふでやすかずゆき）
2017年
- ヤマノススメ おもいでプレゼント（脚本）